# José-André Lacour
Pour les articles homonymes, voir Lacour.
Œuvres principales
- La Mort en ce jardin (roman, 1954)
- L'Année du bac (théâtre, 1958)

José-André Lacour, né le 27 octobre 1919 à Gilly près de Charleroi en Belgique et mort le 13 novembre 2005 à Paris 16e, est un romancier, dramaturge, traducteur, scénariste et réalisateur belge.

## Biographie
D'origine belge, José-André Lacour est né à Gilly, faubourg de Charleroi. Après des études à l'université de Bruxelles, il publie un premier roman en Belgique, Panique en Occident (sur le thème de l'Occupation) puis en 1949 chez Julliard : Châtiment des victimes. Il publie en 1954 le roman policier La Mort en ce jardin, adapté au cinéma sous le même titre en 1956 par Luis Buñuel sur des dialogues de Raymond Queneau.
Il se fait connaître comme dramaturge : certaines de ses pièces ont remporté un grand succès, notamment Notre peau, avec Daniel Gélin, dans une mise en scène de Michel Vitold. L'Année du bac, pièce sur le conflit des générations, a été créée à Paris en 1958, avec René Lefèvre, Sami Frey et Jacques Perrin, dans une mise en scène d'Yves Robert. Cette pièce sera traduite en une douzaine de langues et jouée plus de 2 500 fois à travers le monde.
Il a adapté au théâtre Ouragan sur le Caine, d'après Herman Wouk.
Il a participé à l'écriture de la saga historique littéraire, Les Rois maudits, de Maurice Druon, publiée à partir de 1955, et adaptée en 1973 à la télévision. Maurice Druon n'a jamais caché que sa série avait été le résultat d'un travail d'atelier. Au nombre des collaborateurs, que Druon remercie dans sa préface, on relève les noms de Gilbert Sigaux, Matthieu Galey, Pierre de Lacretelle, José-André Lacour et Edmonde Charles-Roux parmi quelques nègres littéraires de moindre envergure.
Il meurt d'un arrêt cardiaque, le 13 novembre 2005, à l'âge de 86 ans. Il a épousé Gerty Colin, journaliste qui a rédigé des biographies de Maurice Chevalier et Jean Gabin, publié Les Châtelains de Laeken : l'amour et la couronne à la cour de Belgique (Robert Laffont), une histoire sentimentale de la dynastie belge et novélisé la série télévisée Châteauvallon sous le pseudonyme d'Éliane Roche. Son petit-fils est l'écrivain et éditeur José-Louis Bocquet.

### Pseudonymes littéraires
José-André Lacour signe ses œuvres sous plusieurs pseudonymes :
- Benjamin Rochefort,
- Connie O’Hara,
- Sarah Lee,
- Johnny Sopper,
- Henry Langon

En collaboration avec Stéphane Jourat, Guy Bechtel, Christiane Rochefort et Jean-Claude Carrière, sous les pseudonymes collectifs suivants :
- Benoît Becker (roman d'aventures, thriller),
- Christopher Stork (roman de science-fiction)
- Marc Avril. Sous ce dernier pseudonyme, il publie pour l'essentiel des romans d'espionnage qui ont pour héros l'agent secret Marc Avril.

### Carrière dans le cinéma
En 1964, José-André Lacour, en collaboration avec Maurice Delbez, réalisé et signe le scénario de l'adaptation au cinéma de sa propre pièce sous le titre L'Année du bac. 
Comme scénariste, il adapte, en 1951, sa pièce Notre peau pour le film Le Cap de l'espérance, réalisé par Raymond Bernard. Il signe aussi, en collaboration avec Henri-Georges Clouzot et Jean Ferry, le scénario du film inachevé L'Enfer de Clouzot, avec Romy Schneider et Serge Reggiani. Il écrira trente ans plus tard des dialogues additionnels pour le remake réalisé en 1994 par Claude Chabrol sous le titre L'Enfer.

## Œuvres

### Romans
- Panique en Occident (1941) / préface Lucius Esox ; postface Patrick Schurmans. Loverval : Labor, coll. « Espace Nord » n° 95, 11/1994, 257 p.  (ISBN 2-8040-1011-2)
- Châtiment des victimes (1949)
- Le temps est un joueur avide (1951)
- La Mort en ce jardin (1954)
- Confession interdite (1955), Paris, Julliard, 159 p.
- Venise en octobre (1958), Paris, Julliard, 251 p.
- Le Zoiseau ivre (1977), Paris, Robert Laffont, 237 p.  (ISBN 2-221-02742-6)
- Opéra conjugal (1978), Paris, La Table Ronde, 264 p.  (ISBN 2-7103-2329-X) ; réédition, Bagneux, Le Livre de Paris, coll. « Club pour vous Hachette », 1978, 258 p.  (ISBN 2-245-00980-0)
- Le Rire de Caïn (1980), Paris, La Table Ronde, 419 p.  (ISBN 2-7103-0026-5) ; réédition, Paris, France loisirs (1981), 419 p.  (ISBN 2-7242-0990-7)

### Théâtre publié
- Notre peau, mélodrame en 3 actes (1950), en collaboration avec Jean-José Lacour
- L'Année du bac, drame (1958). L'Avant-scène-Théâtre n° 187. 15 déc. 1958. Rééd. Verviers : Gérard et Cie, coll. « Marabout » 268, 1960, 181 p.
- Mascarin (1959)
- Le Dixième homme : pièce en deux actes / de Paddy Chayefsky ; adaptation française de José-André Lacour. Paris : Fayard, coll. « Les Œuvres libres » n° 185, octobre 1961
- O mes aïeux ! (1970)

### Recueil de nouvelles
- Vous m'inquiétez, Lord Scones ! (1966). Rééd. NéO, coll. « Les Oiseaux de nuit », 1981, 192 p.  (ISBN 2-7304-0099-0)

### Nouvelle
- Ton vieux jazz, papa. Nantes : M. Baverey, 09/1999, 48 p.  (ISBN 2-912688-09-4)

### Romans signés Benoît Becker
- Expédition épouvante, Fleuve noir, coll. « Angoisse » no 4 (1954) ; réédition, Fleuve Noir, coll. « Horizons de l'Au-delà » no 137, 1983 ; réédition in Le Chien des ténèbres, Fleuve Noir, coll. « Super Poche » no 22 (1995)
- Laisse toute espérance, Fleuve noir, coll. « Angoisse » no 10 (1955) ; réédition, Fleuve Noir, coll. « Horizons de l'Au-delà » no 21, 1976 ; réédition in Le Chien des ténèbres, Fleuve Noir, coll. « Super Poche » no 22 (1995)
- Le Chien des ténèbres, Fleuve noir, coll. « Angoisse » no 6 (1955) ; réédition in Le Chien des ténèbres, Fleuve Noir, coll. « Super Poche » no 22 (1995)
- Terreur, Fleuve Noir, coll. « Angoisse » no 15 (1955) ; réédition, Fleuve noir, coll. « Horizons de l'Au-delà » no 63, 1979 ; réédition in Le Chien des ténèbres, Fleuve Noir, coll. « Super Poche » no 22 (1995)
- Château du trépas, Fleuve Noir, coll. « Angoisse » no 19 (1956) ; réédition, Fleuve noir, coll. « Horizons de l'Au-delà » no 148 (1984)
- Le Souffle coupé, Fleuve noir, coll. « Angoisse » no 46 (1958)

### Romans signés Marc Avril

#### SérieMarc Avril
Tous parus au Fleuve noir, coll. « Espionnage ».
- Puisqu'il faut l'appeler par son nom..., no 836 (1970)
- Astres et Désastres, no 857 (1970)
- Le Petit Train du Vatican, no 884 (1971)
- Laser et Othello, no 935 (1972)
- Avril en Patagonie, no 954 (1972)
- Parfum d'Avril, no 975 (1972)
- Ravisseurs et Ravissantes, no 1013 (1973)
- Avril sur orbite, no 1044 (1973)
- Avrillico presto, no 1083 (1974)
- Radio Avril, no 1097 (1974)
- Avril et l'Emmerderesse, no 1135 (1974)
- Avril, Délices et Orgues, no 1155 (1975)
- Avril et le Diable, no 1203 (1975)
- Avril et l'Année sainte, no 1237 (1975)
- Faites l'Avril, pas la guerre, no 1247 (1976)
- Le Carnaval d'Avril, no 1274 (1976)
- Rival d'Avril, no 1309 (1976)
- Image de Marc, no 1315 (1977)
- Avril joue la dame, no 1348 (1977)
- Avril au pouvoir, no 1374 (1977)
- Requiem d'Avril, no 1389 (1977)
- Avril et les Onze Mille Vierges, no 1410 (1978)
- Étrenne d'Avril, no 1437 (1978)
- Avril à l'asile, no 1459 (1978)
- Bondieu d'Avril, no 1481 (1979)
- Secte d'Avril, no 1509 (1979)
- Après Marx, Marc, no 1538 (1980)
- Avril et les Pêcheurs de perles, no 1548 (1980) ; réédition, Paris, Édito-Service, coll. « Classiques de l'espionnage » (1983)
- Avril et les Ectoplasmes, no 1561 (1980)
- Avril et le Nouvel Ordre des assassins, no 1588 (1981)
- Avril chasse l'aigle à quatre têtes, no 1606 (1981)
- Avril et la Petite Fille modèle, no 1611 (1981)
- Avril en trompe-l'œil, no 1630 (1982)
- Le Phantasme d'Avril, no 1642 (1982)
- Pour dames seules, no 1657 (1982)
- Le Moi d'Avril, no 1698 (1983)
- Les Nouvelles Étrennes d'Avril, no 1702 (1983)
- Avril au pays des merveilles, no 1721 (1983)
- Une blonde à retardement, no 1728 (1983)
- Des orchidées pour Marc Avril, no 1732 (1983)
- Avril et le Pigeon blanc, no 1753 (1984)
- Avril aux puces, no 1758 (1984)
- Avril en vrille, no 1762 (1984)
- Madame Avril, no 1784 (1984)
- Avril sur le toit du monde, no 1807 (1985)
- Avril à l'abordage, no 1813 (1985)
- Avril roule pour vous, no 1822 (1985)
- Avril chez les dingues, no 1837 (1985)
- Zoé, Avril et la Fin du monde, no 1842 (1985)
- Avril et les Points sur les "i", no 1861 (1986)
- Avril et l'Impératrice, no 1868 (1986)
- Avril au couvent, no 1874 (1986)
- Avril et les Meilleurs Amis de la ferme, no 1886 (1986)
- Les Kidnappeurs de cerveaux, no 1892 (1987)
- Avril et la Pharaonne, no 1903 (1987)

#### Autres romans signés Marc Avril
- La Langue trop longue, no 1672 (1982)
- Oh ! La belle rouge !, no 1791 (1984)

### Romans signés Christopher Stork
Tous parus au Fleuve noir, coll. « Anticipation »
- L'Ordre établi, no 907 (1979)
- Enjeu : le Monde, no 926 (1979)
- Dormir ? Rêver peut-être..., no 938 (1979)
- Achetez Dieu !, no 960 (1979)
- Terra-Park, no 986 (1980)
- L'usage de l'ascenseur est interdit aux enfants de moins de 14 ans, no 1001 (1980)
- Il y a un temps fou..., no 1024 (1980)
- Les Rats, no 1041 (1981)
- Les Derniers Anges, no 1053 (1981)
- Vatican 2000, no 1074 (1981)
- Le Bon Larron, no 1092 (1981)
- Les Petites Femmes vertes, no 1094 (1981)
- La Femme invisible, no 1108 (1981)
- L'An II de la mafia, no 1130 (1982)
- Tout le pouvoir aux étoiles, no 1154 (1982)
- La Machine maîtresse, no 1172 (1982)
- Dis, qu'as-tu fait, toi que voilà..., no 1186 (1982)
- La Quatrième personne du pluriel, no 1217 (1983)
- L'Article de la mort, no 1222 (1983)
- La Dernière Syllabe du temps, no 1229 (1983)
- Un peu...beaucoup...à la folie, no 1242 (1983)
- Le XXIe siècle n'aura pas lieu, no 1256 (1983)
- Mais n'anticipons pas..., no 1263 (1983)
- Pièces détachées, no 1274 (1984)
- Virus Amok, no 1292 (1984)
- Le Passé dépassé, no 1299 (1984)
- Pieuvres, no 1312 (1984)
- L'Envers vaut l'endroit, no 1319 (1984)
- Terre des femmes, no 1340 (1984)
- Le Rêve du papillon chinois, no 1367 (1985)
- Made in Mars, no 1375 (1985)
- Les Lunatiques, no 1383 (1985)
- Billevesées et Calembredaines, no 1339 (1985)
- Babel bluff, no 1412 (1985)
- L'Enfant de l'espace, no 1417 (1985)
- Demi-portion, no 1432 (1986)
- Ils étaient une fois..., no 1448 (1986)
- Psys contre psys, no 1459 (1986)
- De purs esprits..., no 1476 (1986)
- Don Quichotte II, no 1485 (1986)
- Contretemps, no 1501 (1986)
- Le Lit à baldaquin, no 1522 (1987)
- Je souffre pour vous..., no 1543 (1987)
- Une si jolie petite planète, no 1556 (1987)
- Le Trillionaire, no 1569 (1987)
- Les Enfants du soleil, no 1588 (1987)
- Alter ego, no 1604 (1988)

### Traductions
- Roderick Random / Tobias G. Smollett ; traduction intégrale de l'anglais par José-André Lacour ; préface de l'auteur. Paris : NéO, coll. « L'Internationale », 1980, 440 p.  (ISBN 2-7304-0061-3). Monaco : Rocher, coll. « Alphée », 04/1990, 438 p.  (ISBN 2-268-00976-9). Paris : Belles lettres, coll. « Domaine étranger » n° 8, 03/2013, 493 p.  (ISBN 978-2-251-21009-4)
- Le Cadeau des mages / O'Henry ; illustrations Claudio Gardenghi ; traduit de l'américain par J.-A. Lacour et G. Colin. Coppet : Calligram, coll. « Storia » n° 10 , 11/1997, 48 p.  (ISBN 2-88445-382-2)
- Le Consul au crépuscule (The Consul at sunset) / Gerald Hanley ; trad. José André Lacour. Paris : Robert Laffont, coll. « Pavillons », 1952, 336 p.
- Les Furies (The Furies) / Niven Busch ; trad. de l'américain par José André Lacour et Gilles Dantin. Paris : Éd. le Carrousel, 1950, 383 p.

## Théâtre
- 1958-1961 : L'Année du bac de José-André Lacour, mise en scène Yves Robert, théâtre Édouard VII et théâtre des Variétés
- 1959 : Mascarin de José-André Lacour, mise en scène Jean Négroni, théâtre Fontaine
- [sans date] : Clayton's College de José-André Lacour (Connie O'Hara), édition de l'Alma
- 1961 : Le 10e Homme de Paddy Chayefsky, mise en scène Raymond Gérôme, théâtre du Gymnase
- 1972 : Une anguille pour rêver de William Payne, mise en scène Marcel Lupovici, théâtre 347
- 1982 : Lili Lamont d'Arthur Whithney, mise en scène René Dupuy, théâtre Fontaine

## Filmographie

### En qualité de scénariste
- 1951 : Les Mousquetaires du roi, film français réalisé par Marcel Aboulker et Michel Ferry, scénario de José-André Lacour et Marcel Aboulker, avec Claude Bertrand et Raymond Bussières
- 1951 : Le Cap de l'espérance, film franco-italien réalisé par Raymond Bernard, scénario de José-André Lacour d'après sa pièce Notre peau, avec Edwige Feuillère et Franck Villard
- 1964 : L'Année du bac, film français écrit et réalisé par Maurice Delbez et José-André Lacour, d'après la pièce éponyme, avec Jean Desailly et Simone Valère
- 1959 : La Nuit des traqués, film français réalisé par Bernard-Roland, scénario de José-André Lacour d'après le roman de Benoît Becker (pseudonyme collectif de José-André Lacour et d'autres auteurs), avec Philippe Clay, Juliette Mayniel et Sami Frey
- 1964 : L'Enfer, film français inachevé réalisé par d'Henri-Georges Clouzot, scénario de Henri-Georges Clouzot, José-André Lacour et Jean Ferry, avec Romy Schneider et Serge Reggiani
- 1994 : L'Enfer, film français réalisé par Claude Chabrol, dialogues supplémentaires au scénario de 1964 signés José-André Lacour, avec François Cluzet et Emmanuelle Béart

### En qualité d'auteur adapté
- 1956 : La Mort en ce jardin, film français réalisé par Luis Buñuel, avec Simone Signoret, Georges Marchal et Charles Vanel
- 1973 : Au théâtre ce soir : Ouragan sur le Caine d'Herman Wouk, mise en scène André Villiers, réalisation Georges Folgoas, théâtre Marigny

### Sources
: document utilisé comme source pour la rédaction de cet article.
- Claude Mesplède (dir.), Dictionnaire des littératures policières, vol. 2 : J - Z, Nantes, Joseph K, coll. « Temps noir », 2007, 1086 p. (ISBN 978-2-910-68645-1, OCLC 315873361), p. 128.